# Technische Universiteit van Lausanne

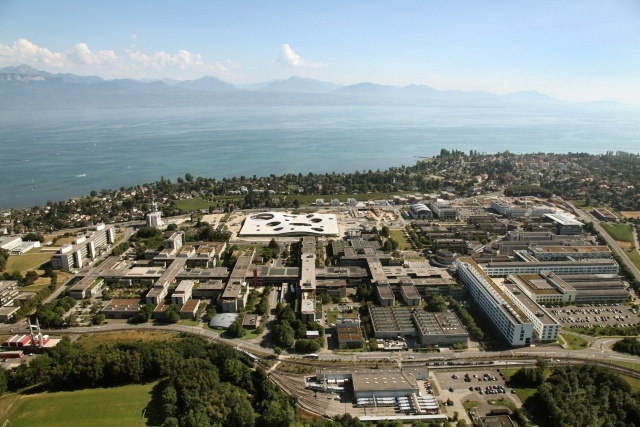
2009

De Technische Universiteit van Lausanne (Frans: École polytechnique fédérale de Lausanne, EPFL) is een federale technische universiteit gevestigd Lausanne, Zwitserland.
Volgens de QS World University Rankings® 2014/15 heeft deze universiteit een gedeelde 17e plaats.
De zusterinstelling in de Duitstalige deel van Zwitserland is de Eidgenössische Technische Hochschule Zürich (ETH Zürich of ETHZ).

## Faculteiten
De Technische Universiteit van Lausanne heeft 7 faculteiten:
- ENAC - Environnement naturel, architectural et construit (technische aardwetenschappen, architectuur en civiele techniek)
- I&C - Informatique et communications (ICT)
- SB - Sciences de base (natuurkunde, chemie en wiskunde)
- STI - Sciences et techniques de l'ingénieur (elektrotechniek, werktuigbouwkunde, materiaalkunde en microtechniek)
- SV - Sciences de la vie (biomedische wetenschappen)
- CdH - Collège des humanités (sociale wetenschappen)
- CDM - Collège du Management de la Technologie et Entrepreneuriat (technische bedrijfskunde)

## Alumni
- Amélie Ardiot (1971-), schrijfster[1]
- Cécile Biéler-Butticaz (1884-1966), ingenieur

- Bibsys: 90197919
- Bibliothèque nationale de France: cb12122632s (data)
- Catàleg d'autoritats de noms i títols de Catalunya: 981058509005606706
- CiNii: DA01807282
- Gemeinsame Normdatei: 1003500-X
- International Standard Name Identifier: 0000 0001 2183 9049
- Library of Congress Control Number: n80004248
- MusicBrainz: 4360f84d-c3e1-432a-b634-3253b35c866b
- Nationale Bibliotheek van Tsjechië: kn20130312007
- Nationale bibliotheek van Australië: 35206047
- Nationale Bibliotheek van Israël: 987007461805205171
- Réseau des bibliothèques de Suisse occidentale: 02-A000189960
- Istituto Centrale per il Catalogo Unico: VEAV029581
- Système universitaire de documentation: 029644631
- Union List of Artist Names: 500255792
- Virtual International Authority File: 159138223

 België: 
Faculté polytechnique de Mons · 
Université catholique de Louvain · 
Université libre de Bruxelles · 
Université de Liège · 
Vrije Universiteit Brussel · 
 Denemarken: 
Danmarks Tekniske Universitet · 
 Brazilië: 
Universiteit van São Paulo · Escola Politécnica da Universidade de São Paulo · 
 Duitsland: 
Rheinisch-Westfälische Technische Hochschule · 
Technische Universiteit Berlijn · 
Technische Universität Darmstadt · 
Technische Universität Dresden · 
Leibniz Universität Hannover · 
Technische Universität München · 
Friedrich-Alexander-Universität Erlangen-Nürnberg · 
Universiteit van Stuttgart · 
 Finland:
Teknillinen Korkeakoulu ·
 Frankrijk:
École Centrale de Lille · 
École centrale de Lyon ·
École centrale de Marseille ·
École centrale de Nantes ·
École centrale Paris ·
École nationale des ponts et chaussées ·
École nationale supérieure de techniques avancées · 
Institut supérieur de l'aéronautique et de l'espace · 
École Supérieure d'Électricité · 
 Griekenland:
Aristoteles-universiteit van Thessaloniki · 
Ethniko Metsovio Polytechnio Athina ·
 Hongarije:
Budapest University of Technology and Economics · 
 Italië:
Politecnico di Milano ·
Politecnico di Torino · 
Universiteit van Padua ·
Università degli Studi di Trento ·
 Noorwegen:
Technisch-natuurwetenschappelijke Universiteit van Noorwegen ·
 Oostenrijk:
Technische Universiteit Wenen ·
 Polen:
Wroclaw University of Technology ·
 Portugal ·
Instituto Superior Técnico · 
 Rusland:
Technische Staatsuniversiteit van Moskou ·
Moscow State Technical University of Radio Engineering · 
Tomsk Polytechnic University ·
 Spanje:
Universidad Politécnica de Madrid · 
Universitat Politècnica de València · 
Universidad Pontificia Comillas · 
Universidad de Sevilla · 
Universitat Politècnica de Catalunya · 
 Tsjechië:
Tsjechische Technische Universiteit · 
 Turkije:
Technische Universiteit Istanboel · 
 Verenigd Koninkrijk:
Queen's Universiteit van Belfast · 
 Zweden:
Technische Universiteit Chalmers · 
Kungl. Tekniska Högskolan ·
Lunds Tekniska Högskola · 
 Zwitserland:
Eidgenössische Technische Hochschule Zürich · 
Technische Universiteit van Lausanne
Aalborg ·
Aken ·
Barcelona ·
Belgrado · 
Berlijn · 
Boedapest · 
Boekarest · 
Braunschweig · 
Brno ·
Darmstadt ·
Delft ·
Dresden ·
Dublin ·
Enschede · 
Gdańsk · 
Gent ·
Glasgow · 
Göteborg ·
Graz ·
Grenoble ·
Guildford · 
Haifa ·
Hannover ·
Helsinki ·
Istanboel ·
Karlsruhe ·
Kaunas ·
Lausanne ·
Leuven ·
Lissabon ·
Lissabon NOVA ·
Louvain-la-Neuve ·
Lund · 
Lyon ·
Madrid ·
Milaan ·
Parijs-Saclay ·
Parijs ParisTech ·
Porto ·
Poznań ·
Praag ·
Riga ·
Sheffield · 
Stockholm ·
Stuttgart ·
Tallinn ·
Tomsk ·
Trondheim ·
Turijn ·
Valencia ·
Warschau ·
Wenen ·
Zürich